# Округ Бохня
Округ Бохня (нем. Bezirk Bochnia, Бохненский уезд, пол. Powiat bocheński) — административная единица коронной земли Королевства Галиции и Лодомерии в составе Австро-Венгрии, существовавшая в 1867—1918 годах. Административный центр — Бохня.
Площадь округа в 1879 году составляла 8,9142 квадратных миль (512,92 км²), а население 98 582 человек. Округ насчитывал 94 населённых пунктов, организованные в 83 кадастровых муниципалитета. На территории округа действовало 2 районных суда — в Бохне, Висьнише и Неполомице.
После Первой мировой войны округ вместе со всей Галицией отошёл к Польше.